# Vulnicura
Vulnicura is het achtste studioalbum van de IJslandse zangeres Björk. Het album kwam uit op 20 januari 2015 en bevat negen liedjes. In dit album uit Björk haar gevoelens over de echtscheiding met Matthew Barney en het genezingsproces dat daar mee gepaard gaat.
Oorspronkelijk was het de bedoeling om het album te releasen in maart 2015, maar omdat het album vroegtijdig gelekt werd, gebeurde dit al twee maanden eerder.
Er werden geen officiële singles uitgebracht, maar voor de meeste tracks werd een videoclip gemaakt. Later werden deze videos (vaak in Virtual Reality) gebundeld in Björk Digital, een rondreizende Virtual Reality tentoonstelling, die plaats vond/vindt in Sydney, Tokyo, Londen, Montreal, Reykjavik, Houston, Mexico en Los Angeles.
Het album is een van de meest bejubelde  van haar carrière. Het album bereikte de 10de positie in de Nederlandse Album Top 100. In de Vlaamse Ultratop 200 Albums bereikte het album de 12 positie en het stond in totaal het 23 weken in deze hitlijst, de langste periode sinds Post uit 1995.

## Track listing
Alle teksten zijn geschreven door Björk, behalve waar anders vermeld, alle muziek is geschreven door Björk, behalve waar anders vermeld.
| 1.                 | Stonemilker                                      | Björk                          | 6:49  |
| 2.                 | Lionsong                                         | Björk - Arca                   | 6:08  |
| 3.                 | History of Touches                               | Björk - Arca                   | 3:00  |
| 4.                 | Black Lake                                       | Björk - Arca                   | 10:08 |
| 5.                 | Family (muziek: Björk, Arca)                     | Björk - Arca - The Haxan Cloak | 8:02  |
| 6.                 | Notget (muziek: Björk, Arca)                     | Björk - Arca                   | 6:26  |
| 7.                 | Atom Dance (tekst: Björk, Oddný Eir Ævarsdóttir) | Björk - Arca                   | 8:09  |
| 8.                 | Mouth Mantra                                     | Björk - Arca                   | 6:09  |
| 9.                 | Quicksand (muziek: Björk, Spaces)                | Björk                          | 3:45  |
| Totale duur: 58:36 |                                                  |                                |       |

## Speciale uitgaven
- Vulnicura Strings (2015)
- Vulnicura Live (2016)